# Хорбусуонка
Хорбусу́онка — река в Якутии, правый приток реки Оленёк. Длина реки — 290 км, площадь водосборного бассейна — 3230 км².
Исток реки находится на плато Кыстык, на высоте более 400 м над уровнем моря, в правобережье среднего течения Оленька. Сначала течёт в восточном направлении, затем сужается и устремляется преимущественно на север, все еще в пределах плато, почти параллельно Оленьку. Река меандрирует. В приустьевом участке река спускается к пойме Оленька, горная тундра сменяется на лесотундру с преобладанием лиственницы. Протекает по незаселённой местности. Впадает в Оленёк справа в 221 км от его устья, чуть выше впадения Бура, на высоте менее 4 м над уровнем моря. В нижнем течении ширина русла составляет 66 м при глубине 1,2 м, скорость течения в низовьях — 1 м/с.
Питание в основном снеговое. Замерзает с первой половины октября до начала июня.

## Основные притоки
Указаны поименованные притоки длиной 30 км и более.
| Название       | Расстояние от устья | Длина | Положение |
| -------------- | ------------------- | ----- | --------- |
| Ныкабыт        | 7,1                 | 101   | правый    |
| Сырдах-Юрэгэ   | 30                  | 40    | правый    |
| Хорбусуонкачан | 55                  | 50    | правый    |
| Маттая         | 110                 | 38    | левый     |
| Уэся-Уэттях    | 134                 | 33    | правый    |
| Анабыл         | 160                 | 39    | левый     |

## Данные водного реестра
По данным государственного водного реестра России и геоинформационной системы водохозяйственного районирования территории РФ, подготовленной Федеральным агентством водных ресурсов:
- Бассейновый округ — Ленский
- Речной бассейн — Оленёк
- Речной подбассейн — нет
- Водохозяйственный участок — Оленёк от истока до водомерного поста ГМС Сухана
- Код объекта в государственном водном реестре — 18020000212117600060784[4].